# Olympische Sommerspiele 1980/Teilnehmer (Syrien)
| Gelbes Symbol für Goldmedaillen mit stilisierten Olympischen Ringen | Graues Symbol für Silbermedaillen mit stilisierten Olympischen Ringen | Braundes Symbol für Bronzemedaillen mit stilisierten Olympischen Ringen |
| ------------------------------------------------------------------- | --------------------------------------------------------------------- | ----------------------------------------------------------------------- |
| —                                                                   | —                                                                     | —                                                                       |

Syrien nahm an den Olympischen Sommerspielen 1980 in Moskau mit einer Delegation von 67 Athleten (65 Männer und 2 Frauen) an 55 Wettkämpfen in sieben Sportarten teil. Ein Medaillengewinn gelang keinem der Athleten.

## Teilnehmer nach Sportarten

### Boxen
- Adel Hammoude
Halbfliegengewicht: in der 1. Runde ausgeschieden

- Talal El-Chawa
Fliegengewicht: in der 1. Runde ausgeschieden

- Fayez Zaghloul
Bantamgewicht: im Achtelfinale ausgeschieden

- Nihal Haddad
Federgewicht: in der 1. Runde ausgeschieden

- Farez Halabi
Halbweltergewicht: im Achtelfinale ausgeschieden

- Mohamed Ali El-Dahan
Weltergewicht: in der 1. Runde ausgeschieden

- Imad Idriss
Halbmittelgewicht: im Achtelfinale ausgeschieden

- Naasan Ajjoub
Schwergewicht: im Achtelfinale ausgeschieden

### Fußball
- in der Vorrunde ausgeschieden
Anouar Abdul Kader
Fouad Aref
Samer Zuhair Assassa
Riyadh Mohammed Asfahani
Ahmed Eid Maher Beirakdar
Ahmed Jihad Chit
Mohamed Dahman
Abdul Fattah Haona
Ahmed Haouache
Aleiane Omar Hojeir
Mohamed Jazaeri
Marwan Madrati
Ibrahim Mahallame
Kifrik Mardikian
Elia Nabil Shana

### Gewichtheben
- Imade Kadro
Fliegengewicht: 14. Platz

- Faouaz Nadirin
Federgewicht: 13. Platz

- Salem Ajjoub
Halbschwergewicht: 14. Platz

- Talal Najjar
Superschwergewicht: 8. Platz

### Judo
- Samir El-Najjar
Superleichtgewicht: in der Hoffnungsrunde ausgeschieden

- Redwan El-Zaouiki
Halbleichtgewicht: in der 1. Runde ausgeschieden

- Issam Tombakji
Leichtgewicht: in der 1. Runde ausgeschieden

- Bassam El-Jabbin
Halbmittelgewicht: in der 1. Runde ausgeschieden

- Mahmoud Saad
Mittelgewicht: in der 1. Runde ausgeschieden

- Elias Kobti
Halbschwergewicht: in der 1. Runde ausgeschieden

- Said Achtar
Offene Klasse: im Achtelfinale ausgeschieden

### Leichtathletik
Männer
- Nabil Nahri
100 m: im Vorlauf ausgeschieden
200 m: im Vorlauf ausgeschieden

- Mohamed El-Abed
400 m: im Vorlauf ausgeschieden

- Mohamed Makhlouf
800 m: im Vorlauf ausgeschieden
1500 m: im Vorlauf ausgeschieden

- Saleh El-Ali
5000 m: im Vorlauf ausgeschieden

- Akel Hamdan
10.000 m: im Vorlauf ausgeschieden

- Maher Hreitani
110 m Hürden: im Vorlauf ausgeschieden

- Amer Maaraoui
400 m Hürden: im Vorlauf ausgeschieden

- Abdul Karim Joumaa
3000 m Hindernis: im Vorlauf ausgeschieden

- Ahmad Balkis
Hochsprung: 29. Platz

- Adnan Houri
Diskuswurf: 16. Platz

Frauen
- Hala El-Moughrabi
400 m: im Vorlauf ausgeschieden
800 m: im Vorlauf ausgeschieden

- Dia Toutingi
Hochsprung: ohne gültigen Versuch

### Ringen
- Saber Nakdali
Papiergewicht, griechisch-römisch: in der 2. Runde ausgeschieden

- Abdel Nasser El-Oulabi
Fliegengewicht, griechisch-römisch: 8. Platz

- Mohamed Moutei Nakdali
Bantamgewicht, griechisch-römisch: in der 2. Runde ausgeschieden

- Radwan Karout
Federgewicht, griechisch-römisch: 7. Platz

- Khaled El-Khaled
Leichtgewicht, griechisch-römisch: in der 2. Runde ausgeschieden

- Jamal Moughrabi
Weltergewicht, griechisch-römisch: in der 2. Runde ausgeschieden

- Mohamed El-Oulabi
Mittelgewicht, griechisch-römisch: 7. Platz
Mittelgewicht, Freistil: 8. Platz

- Atef Mahayri
Halbschwergewicht, griechisch-römisch: in der 2. Runde ausgeschieden

- Jawdat Jabra
Superschwergewicht, griechisch-römisch: in der 2. Runde ausgeschieden

- Khaled El-Ali El-Rifai
Papiergewicht, Freistil: in der 2. Runde ausgeschieden

- Ahmad Dahrouj
Fliegengewicht, Freistil: in der 2. Runde ausgeschieden

- Mahmoud El-Messouti
Bantamgewicht, Freistil: in der 2. Runde ausgeschieden

- Adnan Kudmani
Federgewicht, Freistil: in der 2. Runde ausgeschieden

- Mazen Tuleimat
Leichtgewicht, Freistil: in der 2. Runde ausgeschieden

- Bani Merje Fawaz
Weltergewicht, Freistil: in der 2. Runde ausgeschieden

- Saleh El-Said
Schwergewicht, Freistil: in der 2. Runde ausgeschieden

- Youssef Diba
Superschwergewicht, Freistil: in der 2. Runde ausgeschieden

### Schießen
- Adnan Houjeij
Trap: 26. Platz

- Nidal Nasser
Trap: 29. Platz

- Jihad Naim
Skeet: 44. Platz

- Khalil Arbaji
Skeet: 46. Platz